# Cratere Irinuca
Irinuca  è un cratere sulla superficie di Venere.